# Aulo Vicirio Marcial
Aulo Vicirio Marcial (en latín: Aulus Vicirius Martialis) fue un senador romano que vivió a finales del siglo I y principios del siglo II y desarrolló su cursus honorum bajo los reinados de Domiciano, Nerva, y Trajano. Fue cónsul sufecto en el nundinium de julio-agosto del año 98.

## Orígenes familiares
Ronald Syme especuló con la posibilidad de que su gentilicio indicara un origen en Etruria o Campania, señalando a un número de Vicirii atestiguados en inscripciones de esas partes de Italia. Marcial era hijo de un Aulo Vicirio Próculo, atestiguado como tribuno militar de la Legio IV Scythica y flamen Augusti durante el reinado de Claudio, e inhumado en Siena, y era hermano de Aulo Vicirio Próculo, cónsul sufecto en el año 89.

## Carrera política
Marcial sólo ocupó un cargo además del de cónsul, como gobernador proconsular de Asia entre los años 113-114. En su momento se pensó que su hermano Próculo había sido procónsul, pero Reinhold Merkelbach ha demostrado claramente que Marcial fue el gobernador.